# Ryoma Ishida
Ryoma Ishida (石田 崚真 Ishida Ryoma?), född 21 juni 1996 i Shizuoka prefektur, är en japansk fotbollsspelare.
Ishida började sin karriär 2015 i Júbilo Iwata. 2017–2018 blev han utlånad till Zweigen Kanazawa. 2019 blev han utlånad till Renofa Yamaguchi FC.